# Niema z Portici
Niema z Portici (La muette de Portici) – pięcioaktowa opera grande z muzyką Daniela Aubera oraz librettem autorstwa Eugène’a Scribe’a i Germaina Delavigne’a.

## Osoby
- Alfonso, syn wicekróla Neapolu – tenor
- Elwira, hiszpańska księżniczka, narzeczona Alfonsa – sopran
- Lorenze, powiernik Alfonsa – tenor
- Masaniello, neapolitański rybak – tenor
- Fenella, niema siostra Masaniella
- Pietro, rybak – bas
- Morena, rybak – bas
- Borella, rybak – baryton
- Selva, oficer straży przybocznej – bas
- Dama dworu – alt
- lud

## Treść
Miejsce i czas akcji: Neapol i Portici, rok 1647.
Alfonso i Elwira mają brać ślub. Jednak Alfonsa dręczą wyrzuty sumienia, ponieważ niedawno uwiódł Fenellę, która zniknęła. Obawia się, że popełniła samobójstwo. Niespodziewanym zbiegiem okoliczności Elwira poznaje Fenellę. Obiecuje jej pomoc ze strony swojego przyszłego małżonka. Gdy Fenella podczas ceremonii ślubnej dowiaduje się kim jest jej wybraniec, postanawia rzucić się w morze. Powstrzymują ją od tego rybacy (wśród nich jej brat). Poznają przyczynę jej samobójczych zapędów (poza imieniem ukochanego). Masaniello podburza ludzi do rewolucji. Dokonuje się krwawa rzeź w Neapolu.
Do domu Fenelli przybywają szukający schronienia Alfonso i Elwira. Ta udziela im pomocy. Wraca Masaniello, który oferuje nieznanym mu wędrowcom gościnę. Przychodzi też Pietro, który rozpoznaje Alfonsa. Żąda jego głowy. Masaniello pomaga uciec Elwirze i Alfonsowi łodzią. Po zdobyciu Neapolu Pietro truje Masaniella, zaś sam przejmuje władzę nad miastem. W międzyczasie Alfonso zebrał wojsko i przybył odbić miasto. Na czele rebeliantów broniących miasta staje osłabiony trucizną Masaniello. W trakcie walk ratuje życie Elwirze, za co zabijają go jego towarzysze. Wojska Alfonsa tłumią rebelię. Fenella na wieść o śmierci brata i przegranej rybaków rzuca się w morze.

## Historia utworu
Główna tytułowa bohaterka jest niema. Rola odtwórczyni tej roli sprowadza się do tańca i gry aktorskiej. Takie potraktowanie tej roli wynikło z tego, że ówczesna primadonna opery paryskiej nie była w stanie wykonać partii na miarę partii napisanych dla jej scenicznych partnerów.
Prapremiera odbyła się 29 lutego 1828 roku w Paryżu. Dwa lata później zaprezentowano ją brukselskiej publiczności. Treść przyczyniła się do wybuchu rewolucji i późniejszego odłączenia Belgii od Holandii. W Polsce premiera odbyła się 15 stycznia 1831 roku w Warszawie.